# 乌克兰志愿营
乌克兰志愿营（羅馬化：Dobrovolchi bataliony ) 是2014年春季以來為應對俄乌战争而形成的烏克蘭民兵和民間準軍事組織。 他们的起源可以追溯到 2013年乌克兰亲欧盟示威运动期间形成的民兵组织。 大多数民間志願軍最初的經費開支來自於自筹资金，一些志願軍得到了乌克兰寡头的支持，而另一些志願軍通過線下以及互联网等方式募資。 很多民間志願軍后来都被编入烏克蘭军队、特种警察和准军事部队。 大多数被政府收編的志願軍是由烏克蘭國防部和內政部指挥。
截至2014年9月，共有37个民間志愿营加入了顿巴斯战争。 一些志願軍战士是乌克兰亲欧盟示威运动時期的社會活动家，但他们的社会背景非常多样化，這些人當中有学生，也有军官。  2015年起， 大多数民間志願軍都被編入乌克兰陆军以及乌克兰国民警卫队中。